# Маска Зорро
«Ма́ска Зо́рро» (англ. The Mask of Zorro) — супергеройский фильм плаща и шпаги 1998 года режиссёра Мартина Кэмпбелла с Антонио Бандерасом, Энтони Хопкинсом и Кэтрин Зетой-Джонс в главных ролях. В течение 80 лет, которые прошли со времён создания испанского героя Зорро, это стало первым случаем исполнения в США роли Зорро испаноязычным актёром (хотя сам персонаж не испанец, а калифорниец с мексиканскими корнями). Премьера состоялась 17 июля 1998 года.

## Сюжет
1821 год. После 11 лет противостояний испанская корона потеряла контроль над Мексикой, и теперь мексиканский генерал Санта-Анна наступает на богатство Калифорнии, чтобы присоединить её к новообразованной империи. Калифорнийский губернатор Рафаэль Монтеро готовится покинуть свою вотчину, напоследок оставив дворянам купчие на их земли, по которым они смогут сохранить автономию провинции в обмен на исправные налоговые выплаты. Также Монтеро берёт из толпы вокруг его дворца троих крестьян, собираясь казнить их только для того, чтобы выманить своего заклятого врага, «мстителя в маске» Зорро. Народный герой не заставляет себя долго ждать и мастерски, под ликование толпы, освобождает невиновных и сражает людей губернатора. В процессе боя ему немного помогают два мальчика, братья-сироты Алехандро и Хоакин Мурьета, и Зорро в благодарность за помощь дарит им свой серебряный медальон. Перед тем, как ускакать на своём верном коне Торнадо, Зорро оставляет свой отличительный знак, букву Z, на шее губернатора в честь тех трёх невинных и «на вечную память о Мексике».
Сам же он возвращается в своё тайное логово, пещеру под гасиендой Дона Диего де ла Вега, коим Зорро и является в обычной жизни. Диего, один из знатных дворян и лучший фехтовальщик Калифорнии, готовится «уйти на покой», так как испанцы покидают страну и Зорро уже не нужен. Сам Диего продолжит жить со своей женой Эсперансой, красивейшей женщиной Калифорнии, и дочерью Еленой, которая родилась недавно. Счастливый момент нарушает прибывший с солдатами для разбирательств Монтеро, который понял, кто на самом деле скрывался под маской. Эсперанса не даёт арестовать мужа, что даёт Диего возможность вступить в дуэль с Монтеро. В ходе потасовки вспыхивает пожар, Эсперанса прикрывает Диего от выстрела испанского сержанта, вследствие чего умирает. Монтеро, улучив момент, оглушает и сажает деморализованного Диего в тюремную повозку. Он обещает, что де ла Вега останется жить, чтобы страдать от понимания, что его дочь воспитана его заклятым врагом. Страдать так, как ранее сам Рафаэль страдал от глубокой, но безответной любви к Эсперансе, которая предпочла ему Диего. Смотря, как Рафаэль забирает малютку Елену из горящей гасиенды, Диего де ла Вега клянётся отомстить губернатору.
Проходит 20 лет. Мексиканское владычество в Калифорнии не приносит крестьянам каких-либо свобод или улучшения жизни. Среди разбойников, которые рыщут по стране, оказываются повзрослевшие братья Мурьета, заработавшие себе славу грабителей и конокрадов, и вместе со своим приятелем, старым американским бандитом «Трёхпалым» Джеком (получившим такое прозвище из-за отсутствия двух пальцев на левой руке, заменённых металлическими протезами), грабят мексиканские аванпосты. После одной из таких выходок бандиты оказываются окружены отрядом американских рейнджеров во главе с капитаном Харрисоном Лавом. Джека ранят в ногу и арестовывают, а Хоакин велит брату бежать, после чего стреляет в самого себя, и его голову Лав забирает в качестве трофея. У Алехандро от брата остаётся только медальон Зорро.
Ночью того же дня постаревший Рафаэль Монтеро инкогнито прибывает в Калифорнию за несколько часов до своего официального прибытия, чтобы найти де ла Вегу. Он изначально не узнаёт его среди заключённых старого мексиканского форта, а когда надзиратель просит признаться, кто из них Зорро, сумасшедшие заключённые набрасываются на Монтеро и охрану, называя себя именем «мстителя в маске». Настоящий же Зорро, увидев своего старого врага, устраивает побег в духе Монте-Кристо: воспользовавшись беспорядком, он обезвреживает охранника, чтобы забрать его сапоги, затем притворяется мёртвым, после чего его хоронят и он спокойно покидает могилу и уходит подальше от форта.
Утром Монтеро с помпой прибывает на берег Калифорнии, где его встречает старый соратник и друг Дон Луис. Бывший губернатор, ставший частным предпринимателем, произносит пламенную речь, в которой упоминает несправедливость по отношению к народу со стороны Испании, Мексики и дворянства. Когда кто-то упоминает Зорро, Монтеро отвечает, что «народный герой» уже 20 лет не появлялся, а он, стоя перед народом без маски, готов помочь народу Калифорнии освободиться от угнетателей. Народ ликует, но среди них находится и Диего де ла Вега, готовящийся свершить свою месть. Единственное, что его останавливает, это его взрослая дочь Елена, воспитанная Рафаэлем Монтеро. Она выросла в прекрасную девушку и очень похожа на свою покойную мать. Неспособный хладнокровно убить врага на глазах собственной дочери, которая ещё не знает всей правды, он уходит.
В это время Алехандро сидит в трактире и заливает горе о смерти брата виски. Денег у него нет, и он готов отдать трактирщику медальон. Это случайно замечает Диего де ла Вега, который узнаёт в пропойце одного из тех мальчишек, которые помогли ему 20 лет назад. Увидев капитана Лава, Алехандро готовится вступить с убийцей брата в бой, но Диего останавливает его, после чего обычной палкой избивает неспособного владеть шпагой разбойника, поясняя, что тот пьян и был бы убит, и тогда за брата никто бы не отомстил. Диего предлагает помочь Алехандро в отмщении, так как он некогда помог ему. Алехандро понимает, что видит перед собой того самого Зорро.
Диего приводит Алехандро в своё заброшенное убежище под руинами гасиенды и предлагает объединить усилия, поскольку Монтеро и Лав находятся в сговоре и явно готовятся сделать что-то недоброе в Калифорнии. Алехандро начинает проходить комплекс тяжёлых изматывающих тренировок, в которых Диего рассказывает о философии боя, называющийся «Колесом мастера», и учит Алехандро оставаться хладнокровным, чтобы не дать слепой злости погубить себя, а также приводит грязного и обросшего волосами бандита в презентабельный вид. Алехандро показывает успехи в фехтовании, и Диего приходит к выводу, что его протеже полностью готов для серьёзного боевого испытания. Они оба выходят на улицы Лос-Анджелеса для разведки и замечают статного, но буйного андалузского жеребца, своим чёрным цветом напоминающего Торнадо. Алехандро снимает с ноги коня чёрную ткань, из которой делает себе собственную маску Зорро.
В качестве своего первого дела он решает похитить того же андалузского коня, но вылазка внезапно перерастает в драку с мексиканским гарнизоном, вследствие которой Алехандро взрывает целый арсенал, поднимая по тревоге почти весь район. Ему удаётся скрыться в исповедальне церкви благодаря знавшему прежнего Зорро священнику. В это же время на исповедь приходит и Елена, которую приходится исповедовать Алехандро, помня их первую встречу незадолго до его рейда. Именно в эту встречу между ними пролетела яркая искра. Алехандро успевает сбежать за мгновение до появления капитана Лава, который собирается «разобраться» со священником после ухода Елены. Алехандро с трудом удаётся убедить чёрного коня стать его Торнадо, и он уезжает на нём в убежище, напоследок оставив шпагой фирменное «Z».
Диего недоволен дерзкой выходкой Алехандро, поскольку фехтование и плащ не делают его достойным маски Зорро, а его действия больше схожи с логикой фигляра и конокрада. Однако он уже придумал дальнейший план действий: Монтеро устраивает встречу всего калифорнийского дворянства в своей гасиенде, и, чтобы ближе подобраться к цели, Алехандро должен притвориться благородным дворянином. При помощи спрятанных Диего средств он и заранее подготовленный Алехандро пробираются на приём Рафаэля Монтеро. Алехандро представляется недавно прибывшим из Испании Доном Алехандро дель Кастилия и Гарсия, сыном Дона Бартоло дель Кастилия, приближённого королевы, а Диего представляет как своего помощника Бернардо. Монтеро не обращает внимания на слугу и более пристально смотрит на Алехандро, который уже успел очаровать Елену. Пока Диего обыскивает кабинет Монтеро, Алехандро строит из себя знатного Дона за ужином, продолжая успешно очаровывать Елену, не упуская случая лишний раз унизить ненавистного капитана Лава. Диего ничего ценного не находит, но Алехандро, ссылаясь на связи при королевском дворе, проникается расположением Монтеро.
На закрытой встрече Монтеро делится с соратниками своей мечтой о независимой Калифорнийской республике. Один из дворян протестует, понимая, что попытка отделиться от Мексики приведёт к войне, а скудное дворянское ополчение не способно противостоять более сильной и профессиональной армии Санта-Анны. Монтеро в ответ на это поясняет, что уже провёл переговоры с Санта-Анной и готов выкупить Калифорнию у Мексики за испанское золото, в счёт назревающей войны между Мексикой и США. Однако на следующий день Монтеро привозит в зашторенных повозках всех дворян, включая Алехандро, на тайный золотой прииск «Эльдорадо». Оказывается, что на самом деле шахты расположены не в Калифорнии, а на севере Мексики, хотя на слитках поставлено испанское клеймо, чтобы Санта-Анна думал, что его действительно спонсирует Испания. Алехандро видит, что рабочими-рабами являются крестьяне, даже дети, и заключённые, одним из которых оказывается «Трёхпалый» Джек. Он произносит насмешливую тираду в сторону дворян, а затем пытается напасть, съехав вниз на вагонетке с кайлом в руках, но Лав убивает его из револьвера. Перед смертью старый разбойник видит Алехандро и улыбается, узнав своего давнего друга. После этого Лав начинает подозревать его.
Диего тем временем заново знакомится с Еленой и узнаёт, что Монтеро солгал ей о смерти матери при родах. Позже Елена гуляет по городскому рынку, где её видит старая нищенка и дарит шаль Эсперансы. Выясняется, что это бывшая няня Елены, которая узнаёт в ней черты лиц родителей и называет их имена и фамилию. Елена в шоке спешит скрыться. Алехандро в убежище впадает в смятение и не может решиться на задание своего наставника по краже карты шахт, поскольку личная встреча с Лавом, который предложил ему выпить вина из бутыли, в которой была заспиртована голова его брата, его морально подкосила. Диего в ответ отдаёт ему свою старую маску Зорро, окончательно делая своим преемником.
Монтеро и Лав празднуют свою грядущую победу, но их радость омрачается огромным огненным «Z» на полях близ гасиенды. Монтеро с ужасом осознаёт, что Зорро, о существовании которого он, казалось бы, уже давно успел забыть, действительно вернулся после 20 лет отсутствия и жаждет вендетты. Воспользовавшись замешательством, Алехандро, одетый в обновлённый костюм «мстителя в маске», крадёт карту и слышит разговор встревоженных заговорщиков. Монтеро понимает, что как только Санта-Анна догадается, что золото добыто на его земле, дни испанского губернатора в Америке будут сочтены, поэтому Лав предлагает забрать всё добытое золото, а рудник взорвать вместе с рабочими. Зорро вступает в бой как с людьми Монтеро, так и с самим губернатором и капитаном. Отвлёкши их, он убегает в конюшни и сталкивается там с Еленой. Девушка неплохо обучена фехтованию, но их бой скорее игровой, чем серьёзный. В конце Зорро буквально раздевает Елену шпагой, страстно целует на прощание и удаляется. После такого они влюбляются друг в друга ещё сильнее. Монтеро удивлён тому, что этот Зорро обладает техникой фехтования де ла Веги, но выглядит значительно моложе и ловчее. По карте Алехандро строит план по вызволению крестьян, но Диего отказывается ему помогать, сознавшись, что его главная цель — отомстить Монтеро за гибель жены и вернуть себе дочь. Шокированный Алехандро разочаровывается в своём учителе, ведь тот учил его не поддаваться жажде мести, а сам только ей и следовал. Тогда Диего признаётся ученику, что готовил его как полноценного преемника, и что теперь именно ему, Алехандро, суждено быть «народным героем», а не Диего, который стал уже стар для этого.
Монтеро впадает в панику и ярость из-за грядущего разоблачения, как вдруг перед ним открыто появляется Диего де ла Вега и, угрожая шпагой, требует немедленно привести Елену. Сначала Монтеро пытается выставить Диего сумасшедшим, но, услышав его фамилию, Елена вспоминает нищенку на рынке. Воспользовавшись заминкой, Лав хочет застрелить де ла Вегу, но Монтеро не позволяет выстрелить, пока его «дочь» на линии огня. Диего требует, чтобы Монтеро наконец рассказал, как 20 лет назад погибла Эсперанса, но Диего захватывают в плен. Однако он успевает досказать, что няня украшала колыбельку девочки ромнеями, единственными цветами, растущими исключительно в Калифорнии. Именно их запах Елене показался знакомым по прибытии в страну. Елена понимает, кто её настоящий отец, и освобождает Диего из тюрьмы.
Следующим утром Монтеро и Лав приступают к реализации своего плана: золото начинают загружать в повозки, а рабочие оказываются запертыми в клетках с пороховыми бочками. Подоспевший Алехандро вовсю саботирует планы заговорщиков и вступает в дуэль с Лавом, а Диего зажимает в угол Рафаэля. Хоть Елена и не даёт отцу хладнокровно убить Монтеро, губернатор пользуется этим, чтобы его смертельно ранить. Алехандро загоняет капитана Лава на грузовой лифт и пронзаёт противника шпагой насквозь, а Диего из последних сил сбивает с опоры повозку с золотом, и Рафаэль, запутавшись ногой в поводьях, с криком летит вниз, сбивая с собой и лифт, на котором стоял ещё живой Лав. Алехандро и Елена вместе успевают освободить рабочих перед тем, как рудник взрывается. Перед смертью Диего благословляет союз своей дочери и ученика и говорит, что Калифорнии всегда будет нужен Зорро. Крестьяне хоронят своего старого героя с соответствующими почестями.
Проходит некоторое время. Алехандро и Елена женятся, беря фамилию де ла Вега, и перестраивают сгоревшую гасиенду Диего. Алехандро, как и Диего, рассказывает истории своему сыну Хоакину, а Елена критикует его колыбельные, после чего отпускает его вершить дело отца.

## В ролях
- Антонио Бандерас — Алехандро Мурьетта/Зорро № 2
- Энтони Хопкинс — Диего де ла Вега/Зорро № 1
- Кэтрин Зета-Джонс — Елена де ла Вега
- Стюарт Уилсон — Рафаель Монтеро
- Мэтт Летчер — капитан Харрисон Лав
- Диего Сандоваль — священник
- Ванесса Бауче — индейская девушка

## Награды и номинации
- Оскар 1999, две номинации: Лучший звук и Лучший монтаж звука;
- Золотой глобус 1999, две номинации: Лучший фильм и Лучшая мужская роль.

Фильм, снятый в Мексике и в американском городе Орландо, успешно прошёл в прокате, заработав 250 млн долларов в мире (при бюджете в 95 млн долларов). Фильм был положительно оценён критиками (85 % по данным сайта Rotten Tomatoes).
В 2005 году вышел сиквел «Легенда Зорро», в котором также снялись Бандерас и Зета-Джонс.